# École royale de gravure de Bruxelles
L'École royale de gravure de Bruxelles est une ancienne institution belge, fondée en 1836 à Bruxelles, active jusqu'en 1861.
Sa création répond à l'objectif du gouvernement belge de régénérer l'art de la gravure dans le royaume indépendant depuis 1830.

## Histoire

### Siècle d'or de la gravure et déclin
Les territoires qui forment l'actuelle Belgique sont une terre féconde de graveurs au XVIIe siècle. Nombre d'artistes vivent alors de leur art. Rubens lui-même était aussi bon graveur que peintre majeur et a formé des élèves comme Paulus Pontius. Abraham Blomaert, peintre maniériste d'Utrecht introduit la science du clair-obscur dans l'art de graver. D'autres graveurs travaillent avec talent, comme Pierre Louis van Schuppen et Hans Witdoeck à Anvers ou Michel Natalis à Liège. Le critique Adolphe Siret situe la décadence de la gravure en Belgique lors du départ de Gérard Edelinck, peu avant 1670, pour Paris, qui signe le prémices de l'expatriation des graveurs flamands les plus talentueux.

### Création de l'École de gravure

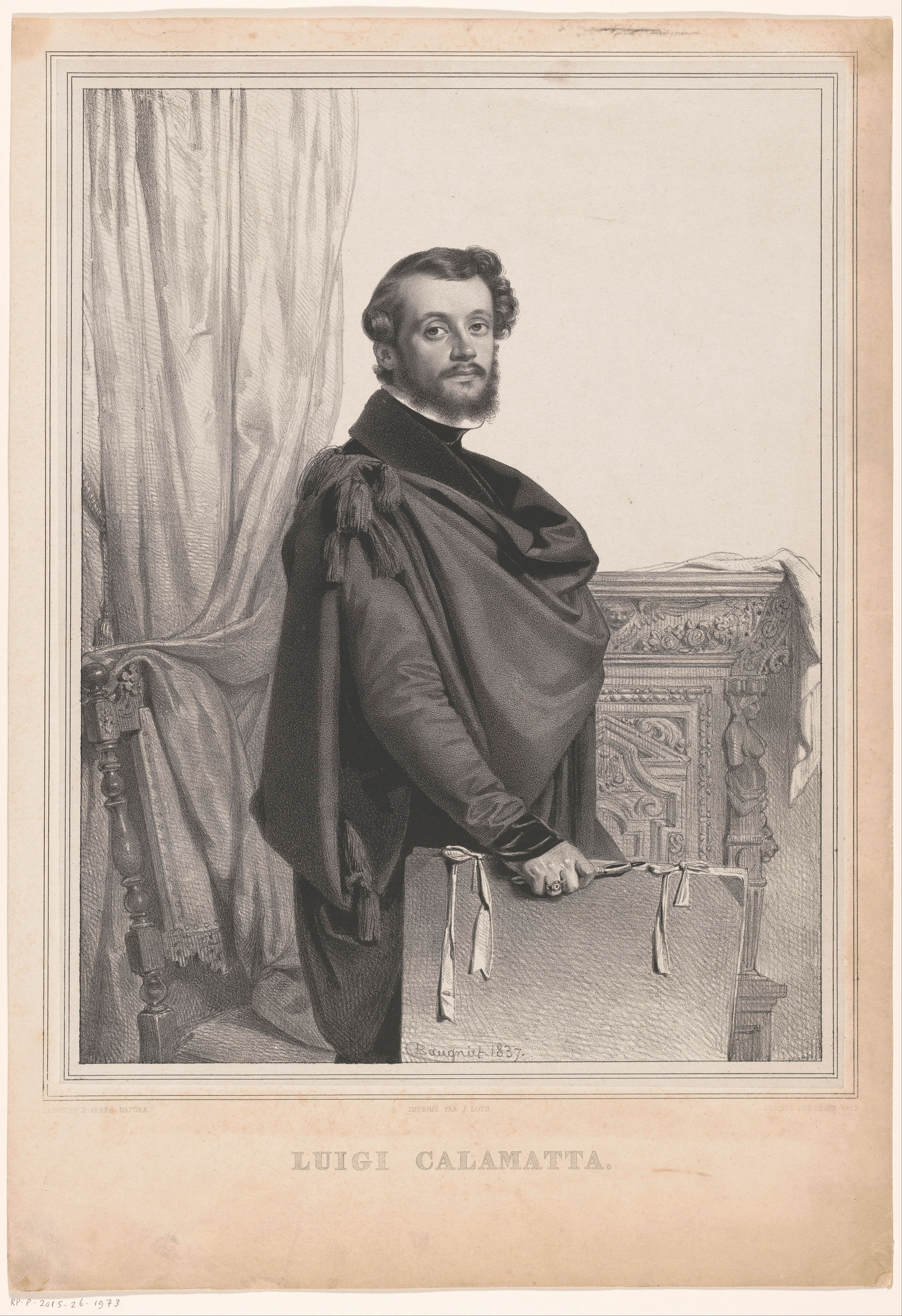
Portrait de Luigi Calamatta, gravé par Charles Baugniet, 1837.

En Belgique, l'art de la gravure perd de sa popularité jusque dans les années 1830. Seules apparaissent quelques jolies lithographies. Afin de remédier à la situation délétère de la gravure dans le récent royaume de Belgique, indépendant depuis 1830 et de régénérer l'art tombé en désuétude, un arrêté royal daté du 23 juillet 1836 crée l'École royale de gravure de Bruxelles, place du Grand-Sablon, no 11. La haute direction et la surveillance de l'établissement relèvent du Ministre de l'Intérieur,.
La nouvelle école est surtout destinée à former des graveurs sur bois, puis fait appel, quelques mois plus tard, à l'italien Luigi Calamatta, un artiste de haute réputation au talent solide, afin de diriger la classe de gravure au burin à partir du 3 juin 1837. Cet artiste apporte en Belgique son savoir et le transmet à plusieurs élèves qui exposent leurs œuvres aux salons triennaux durant cinq ou six semaines. Cependant, hormis lors de ces expositions, les gravures sont difficilement accessibles au public qui souhaiterait se procurer les planches.

## Organisation
Les élèves admis doivent connaître les principes du dessin et bénéficier, en cas de minorité, du consentement de leurs parents ou tuteurs. Lors de l'inscription, l'étudiant est tenu de prendre un engagement de quatre ans. En échange de cet engagement, les élèves trouvent acquéreurs dans le commerce et le prix payé est partagé, à raison d'un cinquième pour le professeur et du reste pour l'élève. Cette pratique constitue un héritage du passé patronal des guildes de métier. Les étudiants s'inscrivent dans la perspective de gagner leur vie.
Le premier administrateur est le lithographe Antoine Dewasme-Plétinckx (1797-1851). Le 3 novembre 1848, l'École de gravure est désormais adjointe à l'Académie royale des sciences, des lettres et des beaux-arts de Belgique. La même année, Luigi Calamatta est nommé professeur de l'Académie et joint à ce titre, celui de directeur de l'École de gravure, qu'il conserve jusqu'à la dissolution de l'école par arrêté royal du 31 décembre 1861,.

### Professeurs
- 1836-1841 : Hendrik Van der Haert (dessin appliqué à la gravure)
- 1836-1861 : Paul Lauters (dessin appliqué à la gravure)
- 1836-1837 : Louis-Etienne Bougon (gravure sur bois)
- 1836- ? : Blucher Elwall (gravure sur bois)
- 1837-1861 : Luigi Calamatta (gravure sur cuivre) et directeur en 1846
- 1837-1841 : Henry Brown (gravure sur bois)
- 1841-1861 : William Brown (gravure sur bois)

### Étudiants
Parmi les étudiants, dont la plupart sont originaires de Belgique, figurent les artistes suivants :
- Jean Baptiste van der Sypen (1817-1881)
- Mariano Morelli (1819-1916) (Latium) ;
- Jean Charles Bienvenu Gaspard Thevenin (1819-1869) (Rome) ;
- Jean-Baptiste Meunier (1821-1900) ;
- Lucio Quirino Lelli (1821-1896) (Rome) ;
- David Joseph Desvachez (1822-1902) ;
- Auguste Gilbert (1822- ?) ;
- Auguste Numans (1822-1901) ;
- Domingo Martínez (1822-1898) (Valence) ;
- François Pannemaker (1822-1900) ;
- Joseph Franck (1825-1883) ;
- Joseph Demannez (1826-1902) ;
- Louis Falmagne (1828-1871) ;
- Auguste Danse (1829-1929) ;
- Emile Puttaert (1829-1901) ;
- François De Meersman (1830-1893) ;
- Léopold Flameng (1831-1911) ;
- Gustave Joseph Biot (1833-1905) ;
- Joseph Delboëte (1835-1875).

### Œuvres notables

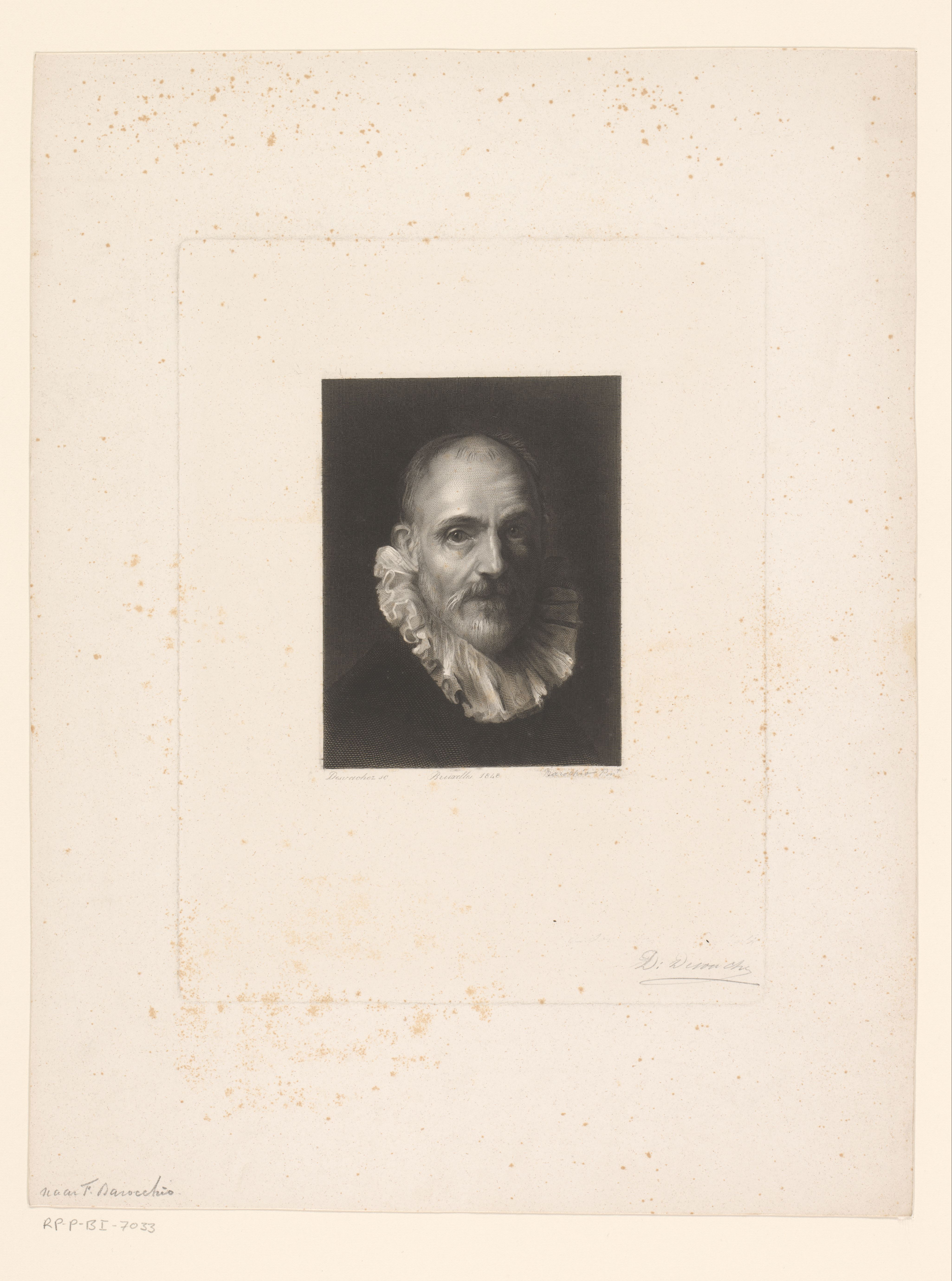
Portrait de Federico Barocci (1848), gravure de David Joseph Desvachez, Rijksmuseum Amsterdam, RP-P-BI-7033.

Adolphe Siret mentionne en 1852 les gravures les plus remarquables produites par les élèves de l'école de gravure de Bruxelles :
- Saint-Sébastien d'après Le Sodoma et les portraits du Primatice et de Giorgione de Jean-Baptiste Meunier ;
- Brutus d'après Michel-Ange, de Mariano Morelli ;
- Bacchus d'après Rubens de Léopold Flameng ;
- Portrait d'après Masaccio de Lucio Lelli ;
- Portrait de Barocci, d'après le maître et un sujet religieux d'après Fra Bartolomeo par David Joseph Desvachez ;
- Portrait de Vélasquez, d'après le maître par Joseph Delboëte ;
- Un bas-relief, d'après Luca della Robbia par Joseph Franck ;
- Portrait de van Dyck, Portrait de Rubens et Portrait de Cosme de Medicis, d'après Pontormo par Jean Baptiste van der Sypen.